# 白虹 (1920年)
白虹（1920年2月24日—1992年5月28日，1933年起只用此艺名），原名白淑敏、白丽珠。1920年2月24日（农历正月初五）出生于北京，蒙满混血，正黄旗后裔:149。為1930至1940年代中国乐坛极具代表性的歌唱家、著名演员，在当时的报導中有“歌唱皇后”、“歌后”、“金嗓子”等名号。
作为民国时期最富盛名、最具代表性的歌手之一，白虹在近20年的歌唱生涯裡灌录歌曲150余首，数量在同时期仅次于周璇。她于1934年在中国首次歌星竞选中夺冠（二、三名为周璇、汪曼杰），荣膺“歌唱皇后”，于1945年成为首位在国内举办个人演唱会的内地流行歌手，并曾两度领衔歌唱表演团体赴海外开展巡演，红极一时。她是最早在30年代改变歌坛主流唱法、创新歌唱方式的歌手之一，是30年代四大歌星之一（王人美、白虹、龚秋霞、周璇）、40年代南北四大歌星之一（周璇、白虹、龚秋霞、李香兰），并被后世列为40年代上海七大歌星之一（周璇、白虹、龚秋霞、姚莉、李香兰、白光、吴莺音）。白虹亦是著名电影演员、舞台演员。她出演电影30多部，是金星电影公司的头号台柱，其主演的电影《无花果》创下在沪首轮连映一百余场满座纪录。她自1933年起成为明月歌剧社台柱演员，在数十部歌舞剧中担纲主演，后续曾领衔主演《上海之歌》、《霓裳曲》等10余部舞台歌剧、话剧，被后世称为影界北平三白之一（白虹、白光、白杨:60）。白虹曾师从张昊、克里洛娃、奥列物、舍利瓦诺夫等中、美、俄声乐家学习，掌握美声唱法；会演奏钢琴、提琴等多种乐器；会唱京剧，学过作曲；会说上海话、英语，是多才多艺的优秀艺人。1950年后，白虹专注于话剧事业，1950年代初曾列入军队编制，荣获三等功。

## 生平
出生、成长于北平市的正黄旗旗人家庭:60:149。排行老三，原名白淑敏，有两个姐姐白淑芬、白淑琴，一个弟弟白桂垚。肄业于北京市立第十四小学。
1931年，上海明月社（或称明月歌舞团，老板黎锦晖）在北平招生，白淑敏怀着对歌舞的热爱，主动报名，并被当场录取。11岁的她离开家庭，以学员身份随明月社赴上海，接受严格歌舞训练。同期学员有严华、英茵、黎明健、路曦等人。白丽珠很快便开始登台和录唱片。
1932年，于百代公司录制第一首明确署名“白丽珠”的唱片歌曲《晚香玉》:149，风靡一时，在电台播音兴盛时期，这首歌曾被上百位歌手演唱。在同年上映的默片《野玫瑰》中跑龙套（拍摄于1931年12月），首次登上银幕。随明月歌剧社赴南京、汉口、苏州等地登台表演。
1933年，使用艺名白虹:149，取“白虹贯日”之意，寓名抗日，当时她已是明月社台柱，同年在胜利、高亭唱片公司出版唱片，并于下半年签约百代唱片公司。白虹歌声甜美自然，善于表达感情，别具一格。她和当时走红的王人美、以及同为新人的严华，在胜利合录了《民族之光》、《我的妹妹》等爱国歌曲，并独唱《小宝贝》等由黎锦晖为其量身定做的新歌，唱片畅销至东北一带并远销东南亚。在高亭，她挑起重任，接连灌录十多首歌曲，其中《回忆》、《卖花女》、《开始的一吻》（为黎锦晖经典的“三吻”之一）、《夜半的私语》、《你要哪一个抱》、《从军别爱》、《青春之乐》等在电台广泛传唱，风行一时。加入百代后，白虹首先录制了黎锦晖创作的经典歌曲《祝您晚安》，流行一时。由于当时百代对每个歌手都有具体定位，白虹这一时期灌录的较多是“社会”类型的歌曲，如《国难来了》和《勇健的青年》两首慷慨激昂的爱国歌曲，《勇健的青年》出自白虹主演的明月社歌舞剧《野玫瑰》，属黎锦光最早期的作品之一。在明月社期间学习钢琴、小提琴等多种乐器。
时局动荡加上办社不易，明月社多次解散又重组，但白虹始终未曾离开明月社。随着电台播音的兴起，白虹、黎明健等人以明月社名义每晚在各家电台播唱。 1934年，在《大晚报》主办为期18天的播音歌星竞选中，白虹获得9103票，以领先200多票的绝对优势摘得桂冠，获得“歌唱皇后”头衔，奠定其在歌坛不可动摇的一线地位，周璇在此次比赛中获第二名:149。同年白虹在但杜宇导演的有声歌舞电影《人间仙子》和《健美运动》中担任主演，广收好评。电影曲《人间仙子》与《银色的凄凉》，以及在百代灌录的《十六岁姑娘》、《跳舞救国》等风行一时。这几年间百代发行的唱片上将其称为“歌舞皇后”，亦有媒体称其为王人美之后的“歌坛之主”。
1935年起领衔主演《花生米》《人间仙子》《山东鲁东山》《醉汉之歌》《空城计》《玉堂春》《卖歌寻女》《风流寡妇》等明月社新编歌舞剧。其中于1935年7月首次公演的《花生米》一剧寓意抗战，并曾赴南京、无锡、苏州等地巡演，好评如潮，是白虹在明月社时期最具知名度的剧目。《花生米》剧中白虹以卖花生女郎扮相唱跳的形象深入人心，插曲《长生果》与《送郎》灌成唱片。同年在由张恨水著作改编的电影《美人恩》中出演歌舞女郎。
1936年，白虹领衔主演的影片《国色天香》上映，首次在电影中出演女一号，其卖花生女郎扮相被搬上银幕，片中演唱插曲多首，画面富丽堂皇。同年主演明月社十五周年新歌舞剧《桃花太子》，之后和黎明晖两人分录了《桃花太子》中的部分歌曲。7月作为大中华歌舞团（明月社）台柱，随黎锦光、严华等人赴东南亚巡回表演，为期一年，途经香港、西贡、金边、暹罗、新加坡、棉兰、爪哇、巴达维亚、万隆、茂物、三宝珑、井里汶、苏甲乌眉、泗水等地，演出火爆，广受当地华人欢迎。南洋巡演前白虹已与黎锦光订婚。黎锦光原有糟糠妻，但将其抛弃，一度追求明月社章锦文，后转而追求白虹。由于黎锦光不善经营导致人际矛盾，加上白虹怀孕遭受个别团员刻薄，歌舞团最终瓦解，团员分批归国，明月社终结。1937年6月白虹在巴达维亚生下一女。
1937年回到上海后，白虹灌录了《郎和姐儿》等一批民歌和曲调取材于马来西亚的《南洋佳偶》。不久战争爆发，黎锦光再下南洋赚钱，白虹一度独自留在上海。
受战争影响，1938年白虹未灌录唱片。这一年她曾登台表演文明戏和话剧，在话剧《雷雨》中她扮演四凤，后受欧阳予倩赏识，顶替生病的尹青在话剧《日出》中临时上阵扮演顾八奶奶，广受好评。此后白虹加入新华电影公司，成为新华的基本演员，拍摄的第一部电影即《日出》，至1940年合约到期为止拍片近20部。其中在《情天血泪》、《离恨天》、《武则天》、《三剑客》、《云裳仙子》、《播音台大血案》、《潇湘夜雨》、《红线盗盒》、《刁刘氏》等片中演唱插曲。在《王熙凤大闹宁国府》中，她女扮男装反串贾蓉。由于新华当时拥有陈云裳、顾兰君等受到力捧的对象，白虹在此间并未受公司重视，演出几乎都是配角，但仍凭借精湛演技和美妙歌喉获得人气。
1939年初，白虹在胜利灌录《卖花翁》《闹五更》《爱境情途》等舞曲风格的流行曲，于1939至1940年间陆续发行，大受欢迎，在东北一带十分畅销。灌录《卖花翁》与《水月之爱》时，好莱坞雷电华公司工作人员在现场录影。1939年中秋时节，白虹领衔主演舞台剧《杨贵妃》，饰杨贵妃，演唱插曲《清平七律》，紧接着和龚秋霞以AB角形式轮流主演张昊、蔡冰白创作的中国早期本土舞台歌剧《上海之歌》，饰演女一号邹小凤，演唱多首插曲，该剧轰动一时，之后又在舞台剧《武则天》中饰演王皇后。1939年间学习英语和作曲。曾与《魂断蓝桥》男主角罗伯特泰勒等来沪访问的好莱坞影星交流并留下合影。
1940年主演舞台歌剧《樵歌》，年底再次演出《上海之歌》，为唯一女主角，歌艺大受好评。同年在上海市口琴独奏锦标比赛上登台独唱《上海之歌》插曲《思乡曲》，一曲唱毕，“如雷般的掌声又起，更听得热烈的欢声，要求再唱一曲，进了后台掌声仍不绝”。年内拍摄多部古装片，在电影《刁刘氏》、《潇湘秋雨》、《红线盗盒》等中的出色表现和甜美歌声受到媒体观众广泛好评，带动人气大涨，曾有香港影迷每周寄来两封情书式信件。其中《刁刘氏》一片，是白虹自认新华公司时期表演最为精彩的一部。歌唱方面，在百代灌录的《哥哥你爱我》《点秋香》等广受欢迎，与周璇、龚秋霞成为百代三张王牌。1940年底，与新华合约到期，转投影坛巨子周剑云主持的金星电影公司，以争取更多主演的机会。由于合约到期，她仅在动画电影《铁扇公主》的前面部分担任人物模型及配音。周剑云曾是明星公司主力，对金星寄予厚望，并特别重视影片剧本质量及教育意义，因而尽管金星公司刚刚成立，其出品的影片也已赢得良好口碑。白虹加盟金星后，旋即成为金星力捧的头号台柱。
1941年，白虹在金星公司领衔主演《孤岛春秋》《无花果》《玉碎珠圆》三部影片，每片必歌。在古装片泛滥的背景下，白虹以这些高质量的时装片给影坛注入新鲜血液，大获成功，其演技和歌唱都备受欢迎。最早上映的《无花果》将弹词艺术搬上银幕，一炮打响，卖座与口碑俱佳。白虹在片中亲自弹琵琶，并创新形式用“国音”唱评弹，轰动一时。首轮公映时，“每场映出剧终后，必掌声如春雷之震，最后两日，卖座特盛，向隅者甚众，纷纷向金星要求复映”。《无花果》也成为白虹最重要的影坛代表作，白虹亦跃升当时最为走红的歌影双栖艺人，一度可与周璇分庭抗礼。随后喜剧《孤岛春秋》上映，《莎莎再会吧》、《相思谣》、《春之舞曲》三首插曲爆红。该片上映前，白虹曾在卡尔登戏院口琴音乐会上独唱《相思谣》与《莎莎再会吧》，“掌声又似雷打般涌起，接连不断，一直延长有三分钟之久”；同安大楼举办明星播音节目，白虹坐车到时，“不但整个大楼一至五楼拥满了人，连马路上也围了成千成万影迷，签名者纷集，忙做一团，唱完《相思谣》，接连几十个电话打来要求再唱，白虹辞之不休，只好再唱《莎莎再会吧》”。同年，《郎是春日风》《春天的降临》《人海飘航》等传世名曲发表。
1942年，白虹领衔主演的《玉碎珠圆》与《地老天荒》在春节前后相继上映。《玉碎珠圆》中白虹分饰母女二角，戏份吃重，并大胆尝试吻戏，受媒体关注。该片原定三首插曲，其中一首被审查删去，同时删去的还有"因为战争使我们分离,因为战争使我们贫苦"等内容。上映时，曾有观众因情节所动，竟哭到晕厥。悲剧《地老天荒》中，白虹饰演的角色经历学生、寡妇、神女等身份。主题歌《镜花水月》风行。白虹在金星主演的四部电影不仅全国热映，并曾在东南亚上映，其中《无花果》和《孤岛春秋》长映不衰，甚至还曾于新中国成立后在部分地区公映。随着孤岛时期的结束，日本人控制上海电影和唱片业，金星因而歇业，并入中联。白虹拒绝一些片约和邀请，选择息影。1942年下半年生下第四个孩子后，在美华大戏院积极筹备舞台剧《霓裳曲》。同年，《河上的月色》等名曲发表。
1943年新年，白虹于美华剧院领衔主演歌剧《霓裳曲》，剧中展示美声唱法，用英语演唱《舒伯特小夜曲》。由于频繁生育身体虚弱，且公演同时加紧排练歌唱新剧《凤凰于飞》，日夜工作导致白虹不堪重负，在一次演出时晕倒台上。1943年下半年，因生病沉寂许久的白虹加入华影，领衔主演电影《美人关》，改为性感美艳的银幕形象，“美人归来”引起热潮，插曲《我要你》爆红。《苏州夜曲》《白头吟》《牧羊》《春的爱》等名曲发表。
1944年，在《何日君再来》《结婚交响曲》等影片饰演女二号，并在华影的大制作《红楼梦》中饰演王熙凤。参与各类歌唱会等活动，曾赴苏州等地登台演唱，曾与渡边滨子、服部富子等人同台。师从国立音专白俄声乐教授舍利瓦诺夫，潜心学习古典乐，并曾登台演出。《夜半三更》《总在这儿等》等名曲发表。
1945年1月12、13日，白虹在上海兰心大戏院举行“白虹歌唱大会”，演唱《郎是春日风》《寻梦曲》《海燕》《夜来香》《圣母颂》《风流寡妇》《自由射手》《卡门》《玫瑰》《情梦》《明灯》《贝特尼》等十几首海内外名曲，是内地首位举办个人演唱会的中国流行歌星。演唱会上乐器种类繁多，花团锦簇，梁萍等到场献花。此后，以“白虹之歌”“白虹歌献”为号召，在“夜来香”音乐俱乐部、仙乐舞宮等登台驻唱数月，轰动一时。主演舞台剧《赤子之心》。和黎锦光感情生变。
1946年，赴汉口等地出演话剧，被媒体誉为“歌坛航空母舰”。随着百代公司重新开展录音工作，于年底灌录一批歌曲。
1947年，作为“上海音乐戏剧访问团”台柱，同欧阳飞莺、李厚襄、殷秀岑、陈白荻、王丽蓉、李晶洁等赴菲律宾巡演，途经厦门、广州、香港等地并逗留演出，在厦门主演话剧《佳偶天成》。半年后归国，凭借《我要回家》等歌曲再度于电台掀起热潮。主演舞台剧《天字第一号》。《我的心在跳》《蔷薇花》《花之恋》《疯狂乐队》《归来吧》《夜半行》《大拜年》《且听我说》等名曲发表。领衔劳军、大学汇演等各类表演。
1948年，复出影坛主演《红楼残梦》、《雾夜血案》等片，在《雾夜血案》中出演女一号，该片首映时“大卖其座”。《别走得那么快》《浪花》《醉人的口红》《太湖船》《纺棉花》等名曲风行，保持歌坛顶流地位。曾现场演唱新歌《可怜的爸爸妈妈》。为电影《年年如意》幕后代唱歌曲《四季如意》。学习大提琴等乐器。
1949年，主演电影《夜莺曲》，主演《别有天地》等舞台剧和话剧，灌录最后一张唱片《朗朗月/被刺的手》。
白虹和黎锦光共育二女二子，另有孩子夭折。中华人民共和国建国后二人正式离婚。1950年，白虹嫁给话剧演员毛燕华，黎锦光则同原家中管家祁芬结婚。白虹和毛燕华组织“50年代”剧团，举办从上海到北京的巡演，场场火爆，在长安大戏院连演数月，北京剧场管理委员会千方百计将剧团留下并纳入首都实验话剧团。白虹演出《林则徐》、《母亲》等剧。
白虹夫妇加入首都实验话剧团后不久:150，有人请他们组织剧团赴香港演出，同时，西北军区某位部长在观看演出后赞扬有加，又邀请他俩前往西北军区文工团任话剧演员。经慎重考虑，白虹夫妇拒绝了香港方面邀请，决心赴华北加入“革命队伍”。在西北军区文工团，白虹先后排演了《在战斗里成长》、《母亲》、《曙光照耀莫斯科》等剧，巡回演出于西北五省达四年之久，荣获三等功。
1955年春，西北军区文工团解散，白虹夫妇返回北京，于1956年左右加入中铁文工团。白虹起初在歌剧团，后因气管炎调入话剧团，与李明启、沙玉华等人成为同事。其间曾主演《南京路上的好八连》、《乡村女教师》等剧，并在电影《12次列车》中出镜。此后十年间，白虹主要留在北京，也曾赴成都、桂林等地演出游历。在北京，白虹和黎明健（于立群）、黎莉莉、王人美等人保有联系，每年聚会，直至文革。
文革期间遭受迫害。风暴袭来后不久，白虹夫妇作为三四十年代的“过来人”被隔离审查。由于某上影演员揭发白虹在1940年代与一位名叫黄明轩的小报记者（当过“三青团”团员）在上海大光明咖啡厅说过话，白虹被扣上“特嫌”帽子，关在剧团“地下室”一年多，勒令交待“罪行”，没完没了受审，其间仅和毛燕华匆匆见过一面。旧时演艺资料遭大批损毁，对三四十年代歌曲的批判和全盘否定成为白虹心中难消的“肿块”。白虹一度精神崩溃，濒于自杀。1972年，白虹又被送到保定部队牧羊。劫难过后，白虹身体搞垮，患上严重肾炎。
1979年，白虹退休:150。改革开放后，不少海外热心歌迷到北京看望白虹并送给她歌曲唱片和录音带，给晚年的白虹带来莫大安慰。1986年，姚莉从黎锦光处得到她在北京的家庭住址后，登门拜访:151。1992年白虹被查出癌症，5月28日17时55分，白虹于北京去世，享年72岁。

## 演唱曲目
白虹早期灌录的歌曲大多出自黎锦晖之手，甚至1948年时还灌录由他创作的《爱河浴》，是黎锦晖的得意门生。黎锦光则在各个时期均为白虹贡献过许多歌曲。李厚襄、严折西、陈歌辛、姚敏等人亦属白虹歌曲的创作主力军，陈歌辛并曾在白虹演唱的《郎是春日风》中担任男声伴唱。白虹的录音作品还网罗了吴村、张昊、蔡冰白、钱仁康、刘如曾、严华、李隽青、黄贻钧、梅阡、洪菲、严个凡、陈蝶衣、张簧、包乙、老志诚、徐淑岑、高天栖、岳枫、舒适、范烟桥、吴文超、杨小仲、陈栋荪、毛羽、江涛、贺绿汀、傅国梁、薛志英、陈浮、张辅华、王干白、宣刚、骆克、徐休芒、姚克、龚硕平、王季愚、高季琳、服部良一等大批名家的创作。
1951年百代的版税单显示，白虹的唱片版税收入仍高居第二，可见在近20年的演唱生涯中，她始终保持着高知名度。白虹非常好学，曾先后师从张昊、克里洛娃、奥列物、舍利瓦诺夫等中、美、俄声乐家学习美声等。30年代，她长期在电台播唱，并在各类场合登台表演，曲目既有黎派歌舞，又有西洋歌曲。40年代，白虹多次在歌唱会、夜总会等现场演唱《Il Bacio》、《舒伯特小夜曲》、《风流寡妇》、《圣母颂》、《卡门》等西洋歌曲。《夜来香》、《海燕》等是她现场演唱次数极多的代表性曲目；原唱歌曲中，多次在现场演唱的有《我要你》、《郎是春日风》、《春的爱》、《寻梦曲》、《莎莎再会吧》等，《苏州夜曲》、《相思谣》、《海恋》、《镜花水月》、《可怜的爸爸妈妈》、《人海飘航》等歌曲也曾现场演绎。晚年提及自己喜欢的曲目包括《我要你》、《醉人的口红》、《可怜的爸爸妈妈》、《郎是春日风》、《蔷薇花》、《乘风破浪》、《南洋佳偶》等。
唱片歌曲

1932年（灌录年份）
- 晚香玉（1932百代唱片）

1933年
- 慈母摇篮歌（1933胜利唱片）
- 小宝贝（1933胜利唱片）
- 民族之光（王人美、严华合唱）（1933胜利唱片）
- 我的妹妹（王人美合唱）（1933胜利唱片）
- 绿裙队（王人美合唱）（1933胜利唱片）
- 穷快活（严华合唱）（1933胜利唱片）
- 双料情人（头段、二段）（1933胜利唱片）
- 红烧丈夫（王人美主唱）（1933胜利唱片）
- 王女士的鸡（王人美主唱）（1933胜利唱片）
- 夜半的私语（1933高亭唱片）
- 开始的一吻（1933高亭唱片）
- 回忆（1933高亭唱片）
- 卖花女（1933高亭唱片）
- 喜相逢（1933高亭唱片）
- 山中美人（1933高亭唱片）
- 逍遥调（1933高亭唱片）
- 摇摇宝贝（1933高亭唱片）
- 你要哪一个抱（1933高亭唱片）
- 从军别爱（头段、二段）（1933高亭唱片）
- 青春之乐（1933高亭唱片）
- 去年的我（1933高亭唱片）
- 祝您晚安（头段、二段）（1934百代唱片）
- 国难来了（1934百代唱片）
- 勇健的青年（1934百代唱片）

1934年
- 纸窗夜雨（头段、二段）（1936丽歌唱片）
- 知音之爱（头段、二段）（杨光西合唱）（1936丽歌唱片）
- 你的一笑（1935百代唱片）
- 不上钓的鱼（杨光西合唱）（1935百代唱片）
- 十六岁姑娘（杨光西合唱）（1934百代唱片）
- 花心曲（1934百代唱片）
- 跳舞救国（头段、二段）（1934百代唱片）
- 长期抵抗（1935百代唱片）
- 请君进网（1935百代唱片）
- 银色的凄凉（头段、二段）（1934百代唱片）
- 人间仙子（头段、二段）（1934百代唱片）

1935年
- 长生果（1935百代唱片）
- 送郎（1935百代唱片）
- 卖孩子（1935百代唱片）
- 卖报（1935百代唱片）
- 我们的家乡（1935百代唱片）
- 可爱的梦乡（1935百代唱片）
- 麻雀与小孩（头段、二段）（黎明晖、张静合唱）（1936百代唱片）
- 麻雀与小孩（三段、四段）（黎明晖、张静合唱）（1936百代唱片）
- 对歌（杨光西合唱）（1936百代唱片）
- 歼霸歌（1936百代唱片）

1936年
- 我陶醉了（1936丽歌唱片）
- 酒话（1936丽歌唱片）
- 狂欢曲（明月歌剧社合唱）（1936丽歌唱片）
- 囚犯歌（明月歌剧社合唱）（1936丽歌唱片）
- 爱我青春（1936丽歌唱片）
- 牢吟曲（1936丽歌唱片）
- 你的爱人就是他（黎明晖主唱）（1936丽歌唱片）
- 青年的时髦（黎明晖合唱）（1936丽歌唱片）
- 再会吧！朋友（黎明晖主唱）（1936丽歌唱片）

1937年
- 要嫁妆（1938丽歌唱片）
- 小寡妇诉苦（1938丽歌唱片）
- 南洋佳偶（1938丽歌唱片）
- 郎和姐儿（1938丽歌唱片）

1939年
- 你到底怎么样（严华合唱）（1939胜利唱片）
- 爱境情途（两版录音）（1939胜利唱片）
- 卖花翁（两版录音）（1939胜利唱片）
- 水月之爱（1940胜利唱片）
- 满庭芳（严华合唱）（1940胜利唱片）
- 闹五更（1940胜利唱片）
- 旋舞之歌（1940胜利唱片）
- 太平春（两版录音）（1940丽歌唱片）
- 盛筵开（1940丽歌唱片）
- 春怨（1940百代唱片）
- 恋歌（1940百代唱片）

1940年
- 忘了我吧（1940百代唱片）
- 哥哥你爱我（1940百代唱片）
- 爱如金玉（严华合唱）（1940百代唱片）
- 要想作新郎（1940百代唱片）
- 点秋香（周璇、白云合唱）（1940百代唱片）
- 春天的降临（1941百代唱片）
- 风雨（1941百代唱片）
- 人海飘航（严华合唱）（1941百代唱片）

1941年
- 相思谣（1941百代唱片）
- 春之舞曲（1941百代唱片）
- 莎莎再会吧（1941百代唱片）
- 埋玉（1941百代唱片）
- 河上的月色（1942百代唱片）
- 郎是春日风（1941百代唱片）
- 樵歌（黄飞然合唱）（1942百代唱片）
- 我的怀念（1942百代唱片）
- 少年行（1942百代唱片）

1942年
- 镜花水月（两版录音）（1942胜利唱片）
- 洪水（两版录音）（1942胜利唱片）
- 打渔的姑娘（1943百代唱片）
- 花儿你可爱（1943百代唱片）
- 天南地北（1943百代唱片）
- 我自从遇见你（黄飞然、姚莉、黄颖仪合唱）（1943百代唱片）

1943年
- 不要回头看（1944胜利唱片）
- 三年（1943百代唱片）
- 华中水电公司歌（严华合唱）
- 柳青青（1943百代唱片）
- 牧羊（1943百代唱片）
- 白头吟（1943胜利唱片）
- 兴亚之歌（两版录音）（黄天/黄飞然合唱）（1943胜利唱片）
- 青春之歌（1944百代唱片）
- 苏州夜曲（1943胜利唱片）
- 春的爱（1943胜利唱片）
- 恋歌（1944胜利唱片）
- 夜半三更（严华合唱）（1944胜利唱片）
- 我要你（1944胜利唱片）

1944年
- 何日君再来（李香兰、周璇合唱）（1944上海广播电台录音片）
- 逢人笑时背人泪（未发行）
- 总在这儿等（1944胜利唱片）
- 寻梦曲（1945百代唱片）
- 你是天风（1945百代唱片）
- 祝福（生前未发行）
- 别离诉离别

1945年
- 落花流水（两版录音）（未发行）
- 黄昏（两版录音）（未发行）

1946年
- 海恋（1947百代唱片）
- 且听我说（1947百代唱片）
- 蔷薇花（1947百代唱片）
- 花之恋（1947百代唱片）
- 疯狂乐队（1947百代唱片）
- 夜半行（1947百代唱片）
- 咪咪（1947百代唱片）
- 大拜年（姚莉合唱）（1947百代唱片）
- 花月佳期（姚敏合唱）（1947百代唱片）

1947年
- 我要回家（1947百代唱片）
- 爱情与黄金（1947百代唱片）
- 塞外情歌（1948百代唱片）
- 船家女（1947百代唱片）
- 我的心在跳（1948百代唱片）
- 归来吧（1947百代唱片）
- 香岛风月（1948百代唱片）
- 相思草（1949百代唱片）
- 我的家（1948百代唱片）

1948年
- 乘风破浪（1948百代唱片）
- 月下悲思（1948百代唱片）
- 别走得那么快（1948百代唱片）
- 浪花（1948百代唱片）
- 恼人的夜雨（1949百代唱片）
- 可怜的爸爸妈妈（1948百代唱片）
- 雨不洒花花不红（1949百代唱片）
- 失去的周末（1949百代唱片）
- 江头残月（两版录音）（1949百代唱片）
- 太湖船（1948百代唱片）
- 关不住的春光（两版录音）（王人美主唱）（1948百代唱片）
- 同心谣（姚敏合唱）（1949百代唱片）
- 有你在身旁（1949百代唱片）
- 纺棉花（1948百代唱片）
- 醉人的口红（1948百代唱片）
- 不了情（1949百代唱片）
- 爱河浴（1949百代唱片）
- 暴雨打芙蓉（未发行）
- 夕阳无限好（1949百代唱片）

1949年
- 朗朗月（1950百代唱片）
- 被刺的手（1950百代唱片）

电影独有歌曲

- 《人间仙子》电影插曲
- 健美运动等（电影《健美运动》）
- 与但二春合唱歌曲等（电影《国色天香》）
- 可爱的母亲（袁美云、顾也鲁、韩兰根、殷秀岑、洪警铃合唱）（电影《情天血泪》）
- 玫瑰花开（王人美、殷秀岑、韩兰根合唱）（电影《离恨天》）
- 俎上牢（电影《武则天》）（正片未收录）
- 失恋（电影《云裳仙子》）（正片未收录）
- 难得是知音（电影《播音台大血案》）
- 闺怨（电影《播音台大血案》）
- 花花世界（电影《潇湘秋雨》）
- 满园春（电影《刁刘氏》）
- 五更转（五更调）（电影《红线盗盒》）
- 木兰词（花木兰）（电影《无花果》）
- 记得词（电影《无花果》）
- 我爱上海（电影《孤岛春秋》）
- 别离相思（电影《玉碎珠圆》）
- 小妹劝情郎（电影《玉碎珠圆》）（正片未收录）
- 四季如意（电影《年年如意》）

舞台剧、歌唱会等部分仅在现场表演曲目

- 清平七律、清平调（舞台剧《杨贵妃》）
- 霓裳曲主题歌（舞台剧《霓裳曲》）
- Schuberts Serenade（舞台剧《霓裳曲》）
- 风流寡妇
- 欢舞今宵
- 玫瑰
- 情梦圆舞曲（镜花水月、恋歌等组成的组曲）
- 自由射手
- Ave Maria
- 贝特尼
- 卡门
- 明灯
- 海燕
- 夜来香
- 布谷
- Il Bacio
- 凤凰于飞
- 嫦娥
- 慈母心
- La Paloma
- 教我如何能忘你
- 特别快车
- 思乡曲
- 牧歌
- 俭德歌
- 爱生歌
- 丁香山
- 浣衣曲
- 摩登恋爱
- 城市之光
- 蔷薇处处开
- 留歌港龙船
- 渔光曲
- Aloha Sweetheart
- 战地笙歌
- 海外艳乐
- 催眠曲
- 技唱
- Loneliness
- 布谷
- 不要你
- 桃花江
- 鸾凤和鸣
- 娘子军
- 吹泡泡
- 爱的花
- 蝴蝶姑娘
- 小小茉莉
- 因为你
- 风雨归舟
- 银河仙侣
- 我要你的一切

## 外部連結
- 白虹在互联网电影资料库（IMDb）上的資料（英文）